# ヤン・スヴェラーク
ヤン・スヴェラーク（Jan Svěrák, 1965年2月6日 - ）は、チェコ出身の映画監督である。

## 来歴
プラハの映画大学で映画制作を学んだ。
1991年の『Obecná škola』（小学校）がアカデミー外国語映画賞（第64回）にノミネートされ、1996年の『コーリャ 愛のプラハ』が同賞（第69回）を受賞。この作品では、実の父親であるズデニェク・スヴェラークが主演した。

## 主な監督作品
- 小学校 Obecná škola  (1991)
- アキュムレーター1 Akumulátor 1  (1994)
- コーリャ 愛のプラハ Kolja  (1996)
- ダーク・ブルー Tmavomodrý svět  (2001)
- クーキー KUKY SE VRACI (2010)